# استفان سسنیون
استفان سسنیون (فرانسوی: Stéphane Sessègnon‎؛ زادهٔ ۱ ژوئن ۱۹۸۴) بازیکن فوتبال اهل بنین است.
از باشگاه‌هایی که در آن بازی کرده‌است می‌توان به لو مان، پاری سن ژرمن، ساندرلند، وست برومویچ آلبیون، مون‌پلیه و گنچلربیرلیغی اشاره کرد.
وی همچنین در تیم ملی فوتبال بنین بازی کرده‌است.